# Faro de San Esteban de Pravia
El Faro de San Esteban de Pravia (en asturiano, Faru de San Esteban de Pravia) es un pequeño faro, situado en el extremo del dique del oeste en la entrada del puerto de San Esteban de Pravia, concejo de Muros de Nalón, Principado de Asturias (España), en la desembocadura del río Nalón en el mar Cantábrico. Su titularidad está adscrita a la Autoridad Portuaria de Avilés.

## Características
El edificio es una torre cilíndrica blanca sobre caseta blanca.